# كاليفي أهو
كاليفي إنسيو أهو من مواليد 9 مارس 1949 في فورسا، هو ملحن فنلندي.

## سيرة شخصية
درس التأليف في أكاديمية سيبيليوس مع إينوجوهاني راوتافارا. تخرج عام 1971. وبعد ذلك واصل دراسته في برلين مع بوريس بلاشر. ثم قام بتدريس نظرية الموسيقى في جامعة هلسنكي من عام 1974 إلى عام 1988. وكان أستاذاً للتأليف في أكاديمية سيبيليوس من عام 1988 إلى عام 1993.